# Pudu
Pudu é um gênero de cervídeos sul-americanos de pequeno porte, sendo os menores cervídeos existentes. O nome é um empréstimo da língua Mapudungun, a língua do povo Mapuche,do sul do Chile. São  conhecidas duas espécies:
- Pudu mephistophiles - da Colômbia, Equador, e Peru
- Pudu puda (às vezes erroneamente grafado como Pudu pudu) - do sul do Chile até o sudoeste da Argentina

Os pudus possuem entre 32 e 44 cm de altura, e 85 cm de comprimento.
Em 2009, as duas espécies constam como "em perigo" pela IUCN.